# Sévérac-le-Château
Sévérac-le-Château is een plaats en voormalige gemeente in het Franse departement Aveyron in de regio Occitanie. De plaats maakt deel uit van het arrondissement Millau en was tot 22 maart 2015 de hoofdplaats van het gelijknamige kanton. De gemeenten van het kanton werden ingedeeld bij het op die dag opgerichte kanton Tarn et Causses en fuseerden op 1 januari 2016 tot de commune nouvelle Sévérac d'Aveyron.

## Geschiedenis
De plaats is ontstaan rond een benedictijnenklooster en een feodaal kasteel dat op een hoogte werd gebouwd. Sévérac was tijdens het ancien régime een baronie. De plaats kende veel oorlogsgeweld tijdens de Albigenzische Kruistochten, de Honderdjarige Oorlog en de Hugenotenoorlogen. De stad was ommuurd en had vier stadspoorten waarvan er twee bewaard zijn gebleven, de Porte du Payrou en de Porte du Latazou. In 1432 kende Jan IV  van Armagnac privilegies toe aan de stad; deze werd voortaan bestuurd door consuls. De stad begon pas te groeien na de aanleg van koninklijke wegen die de handel bevorderden. Buiten de stadsmuren ontstond een buitenwijk. In Sévérac was er veel textielnijverheid. Haar wevers waren bekend voor de productie van cadis, een dikke wollen stof waaruit onder andere uniformjassen werden gemaakt.

### Moderne tijd
Aan het einde van de 19e eeuw werd de spoorweg aangelegd waardoor Sévérac-le-Château treinverbindingen kreeg met Béziers, Neussargues en Rodez. Naast een station kwam er ook een stelplaats voor locomotieven en een werkplaats van de spoorwegen. Rond het station ontstond een tweede bewoningskern waar veel werknemers van de spoorwegen woonden. Rond 1900 woonden hier al ongeveer 1.800 mensen. In 1953 werd de stelplaats voor stoomlocomotieven opgedoekt. In 1912 liet industrieel Maurice Fenaille (1855-1937) een sanatorium voor tuberculosepatiënten bouwen. Hij schonkt het Sanatorium Fenaille later aan het departement.
In 1990 opende de autosnelweg A75.

## Geografie
De oppervlakte van Sévérac-le-Château bedraagt 108,1 km², de bevolkingsdichtheid is 22,7 inwoners per km².
Sévérac-le-Château ligt in het Centraal Massief. In de buurt van het plaatsje ontspringt de Aveyron.
De onderstaande kaart toont de ligging van Sévérac-le-Château met de belangrijkste infrastructuur en aangrenzende gemeenten.

## Demografie
Onderstaande figuur toont het verloop van het inwonertal (bron: INSEE-tellingen).

Vanwege een beveiligingsprobleem met de MediaWiki Graph-software is het momenteel niet mogelijk deze grafiek weer te geven. Zodra de software is bijgewerkt zal de grafiek vanzelf weer zichtbaar worden.

## Verkeer en vervoer
In Sévérac-le-Château ligt spoorwegstation Sévérac-le-Château.